# Terminalia amazonia
Terminalia amazonia là một loài thực vật có hoa trong họ Trâm bầu. Loài này được (J.F.Gmel.) Exell miêu tả khoa học đầu tiên năm 1935.